# Leistungszeit
Leistungszeit ist im Vertragsrecht der Zeitpunkt, an welchem die Vertragsparteien die Leistung und Gegenleistung aus einem Vertrag zu erbringen haben.

## Allgemeines
Als Verträge kommen insbesondere der Kaufvertrag, aber auch der Arbeitsvertrag, Dienstvertrag, Kreditvertrag, Mietvertrag oder der Werkvertrag in Frage. Beim Kaufvertrag beispielsweise besteht die Leistung des Verkäufers in der Lieferung und Übergabe der Ware und die Gegenleistung des Käufers in der Zahlung des Kaufpreises und Abnahme der Ware. Wann diese Leistungen zu erbringen sind, ergibt sich im Regelfall aus den Lieferungs- und Zahlungsbedingungen. Beim Arbeitsvertrag besitzt die Arbeitszeit und das Arbeitsentgelt eine Leistungszeit, beim Werkvertrag können die Abnahme des Werks und seine Vergütung (etwa bei einem Bauvertrag) lange Zeit nach dem Vertragsabschluss liegen.

## Rechtsfragen
Ist in den Lieferungs- und Zahlungsbedingungen nichts vereinbart, sind gemäß § 271 Abs. 1 BGB die Leistungen sofort zu erbringen, und zwar Zug um Zug (§ 320 Abs. 1 BGB). „Sofort“ bedeutet, dass der Schuldner die Leistung im Augenblick der Entstehung seiner Schuld zu erbringen hat, wenn nichts anderes durch Gesetz oder vertragliche Vereinbarung bestimmt ist und sich aus den Umständen nichts anderes ergibt. Sofort betrifft sowohl die Fälligkeit als auch die Erfüllbarkeit. Fällig ist eine Leistung, die der Schuldner zu einem bestimmten Zeitpunkt erfüllen muss. Erfüllbarkeit liegt dagegen bei einem Zeitpunkt vor, ab dem der Schuldner die Leistung bewirken darf. Bei hinausgeschobener Fälligkeit ist die sofortige Erfüllbarkeit vorgesehen (§ 271 Abs. 2 BGB). Anders als bei der Unverzüglichkeit stellt das Gesetz bei „sofort“ auf ausschließlich objektive Maßstäbe ab.
Der Rechtsbegriff Leistungszeit ist vor allem dann von Interesse, wenn Verkäufer und Käufer sich für ihre Leistung in den Lieferungs- und Zahlungsbedingungen eine Frist einräumen, also ihre Leistung nicht sofort erbringen wollen. Beim Verkäufer ist dies die Lieferfrist, beim Verkäufer die Zahlungsfrist. Stimmen beide Fristen überein, ergeben sich keine besonderen Rechtsfragen, weil das „Zug-um-Zug“-Prinzip weiterhin gewahrt bleibt. Räumt jedoch einseitig der Käufer oder Verkäufer dem jeweils anderen Vertragspartner eine Erfüllungsfrist ein, so ergibt sich für ihn ein – gesetzlich nicht gewolltes – Vorleistungsrisiko. Konkret besteht dieses Risiko bei der Lieferfrist für den Käufer darin, dass der Käufer selbst sofort bezahlen muss, während der Verkäufer erst nach Bezahlung liefern muss. Es handelt sich – wie auch bei Anzahlungen oder Vorauszahlungen – um Kundenkredite mit dem Risiko, dass der Verkäufer nicht mehr liefern kann (wegen Insolvenz) oder will (Erfüllungsbetrug) und der Käufer seinen Kaufpreis nicht mehr zurückerhält (Erfüllungsrisiko). Liefert umgekehrt der Verkäufer sofort und räumt dem Käufer ein Zahlungsziel ein, handelt es sich um einen Lieferantenkredit, bei dem der Verkäufer ein Zahlungsrisiko trägt.

## Rechtsfolgen
Die Leistungszeit führt zu Rechtsfolgen. Sie ist beim Schuldnerverzug sowie bei der Verjährungsfrist von Bedeutung. Schuldnerverzug ist die schuldhafte Nichtleistung trotz Möglichkeit, Fälligkeit und Mahnung. Er tritt ein, wenn der Verkäufer nicht sofort oder nach vereinbarter Lieferfrist liefert oder der Käufer nicht sofort oder nach vereinbarter Zahlungsfrist zahlt. Der Verkäufer oder Käufer kann bei Lieferungs- oder Zahlungsverzug nach § 323 BGB vom Vertrag zurücktreten und Schadenersatz verlangen (§ 346 Abs. 4, §§ 280 ff. BGB, § 325 BGB) oder evtl. Schadenersatz (Verzögerungsschaden gemäß §§ 280 Abs. 1 und 2 BGB, in Verbindung mit § 286 BGB) verlangen. Wenn der Liefer- oder Zahlungstermin kalendermäßig festgelegt war, erübrigt sich eine Nachfrist (§ 286 Abs. 2 Nr. 1 BGB). Die Verjährungsfrist beginnt gemäß § 199 Abs. 1 BGB mit dem Schluss des Jahres, in welchem der Liefer- oder Zahlungstermin ohne Erfüllung verstrichen ist.

## Risikobewältigung
Nur bei wenigen Vertragstypen sieht das Gesetz eine Vorleistung vor. Dazu gehören Grundstücks- oder Schiffsvermieter (§ 579 BGB), Dienstpflichtige aus Arbeitsverhältnissen (§ 614 BGB), Unternehmer beim Werkvertrag (§ 641 Abs. 1 und 2 BGB) oder entgeltliche Verwahrer (§ 699 BGB). Arbeitnehmer müssen ihre Arbeitsleistung zuerst erbringen, bevor der Arbeitgeber hierfür Lohn oder Gehalt vergütet. Beim Werkvertrag hat der Werkunternehmer vorzuleisten, da seine Vergütung erst nach erbrachter Werkleistung fällig wird. Die Regelung des § 16 VOB/B geht ebenfalls von der Vorleistungspflicht eines Auftragnehmers bei Werkverträgen aus. Der Reiseveranstalter darf gemäß § 651t BGB bei Pauschalreisen Anzahlungen oder Vorauszahlungen nur entgegennehmen, wenn gemäß § 651r BGB ein dritter Sicherungsgeber (Kreditinstitute oder Versicherungen) durch Anzahlungsbürgschaften die Höhe des gesamten Reisepreises als Reisesicherungsschein abgesichert haben. Die übrigen Vorleistungsrisiken lassen sich durch Liefer-, Vertragserfüllungs- oder Zahlungsbürgschaften in Form der Bankavale oder Kautionsversicherung absichern.

## Handelsrecht
Gemäß § 358 HGB kann bei Handelsgeschäften die Leistung nur während der gewöhnlichen Geschäftszeit bewirkt und gefordert werden.